# Earle H. Hagen
Pour les articles homonymes, voir Hagen.
Earle H. Hagen est un compositeur américain né le 9 juillet 1919 et mort le 26 mai 2008.

## Filmographie

### Cinéma
- 1948 : L'Amour sous les toits (Apartment for Peggy) de George Seaton
- 1951 : Sur la Riviera (On the Riviera) de Walter Lang
- 1954 : La Joyeuse Parade (There's No Business Like Show Business) de Walter Lang
- 1955 : The Girl Rush de Robert Pirosh
- 1960 : Le Milliardaire (Let's Make Love) de George Cukor
- 1964 : The New Interns (en)
- 1981 : Subway Riders

### Télévision
- 1953 : Make Room for Daddy (en) (série télévisée)
- 1953 : Where's Raymond? (en) (série télévisée)
- 1955 : It's Always Jan (en) (série télévisée)
- 1956 : Hey, Jeannie! (en) (série télévisée)
- 1959 : Love and Marriage (en) (série télévisée)
- 1959 : Dobie Gillis ("The Many Loves of Dobie Gillis") (série télévisée)
- 1960 : Guestward Ho! (en) (série télévisée)
- 1962 : It's a Man's World (en) (série télévisée)
- 1963 : The Bill Dana Show (en) (série télévisée)
- 1964 : Gomer Pyle, U.S.M.C. (en) (série télévisée)
- 1967 : The Guns of Will Sonnett (en) (série télévisée)
- 1967 : The Danny Thomas Hour (en) (série télévisée)
- 1968 : Mayberry R.F.D. (en) (série télévisée)
- 1969 : The Monk (en)
- 1972 : The Don Rickles Show (série télévisée)
- 1972 : M.A.S.H. ("M*A*S*H") (série télévisée)
- 1973 : The New Perry Mason (série télévisée)
- 1973 : Doc Elliot (en) (série télévisée)
- 1974 : Aces Up
- 1974 : La Planète des singes (Planet of the Apes) (série télévisée)
- 1975 : The Runaways
- 1975 : Big Eddie (en) (série télévisée)
- 1976 : Mary Hartman, Mary Hartman (en) (série télévisée)
- 1976 : Having Babies (en)
- 1977 : Huit, ça suffit (Eight Is Enough) (série télévisée)
- 1977 : Navire en détresse (Killer on Board)
- 1978 : True Grit (en)
- 1979 : Featherstone's Nest
- 1979 : Ebony, Ivory et Jade (Ebony, Ivory and Jade)
- 1980 : The Hustler of Muscle Beach (en)
- 1981 : Farewell to the Planet of the Apes
- 1981 : Stand by Your Man (en)
- 1982 : Muggable Mary, Street Cop
- 1983 : I Take These Men
- 1983 : Si tu me tues, je te tue (Mike Hammer: Murder Me, Murder You) de Gary Nelson
- 1984 : Il pleut des cadavres (More Than Murder) de Gary Nelson
- 1985 : North Beach and Rawhide
- 1986 : Return to Mayberry (en)
- 1986 : Le Retour de Mike Hammer (The Return of Mickey Spillane's Mike Hammer) de Ray Danton
- 1986 : The Return of Mickey Spillane's Mike Hammer (The New Mike Hammer)